# Лоотвіна
Лоотвіна (ест. Lootvina) — село в Естонії, входить до складу волості Вастсе-Куусте, повіту Пилвамаа.